# Jazz-funk
Il jazz-funk è un sottogenere della musica jazz.

## Descrizione

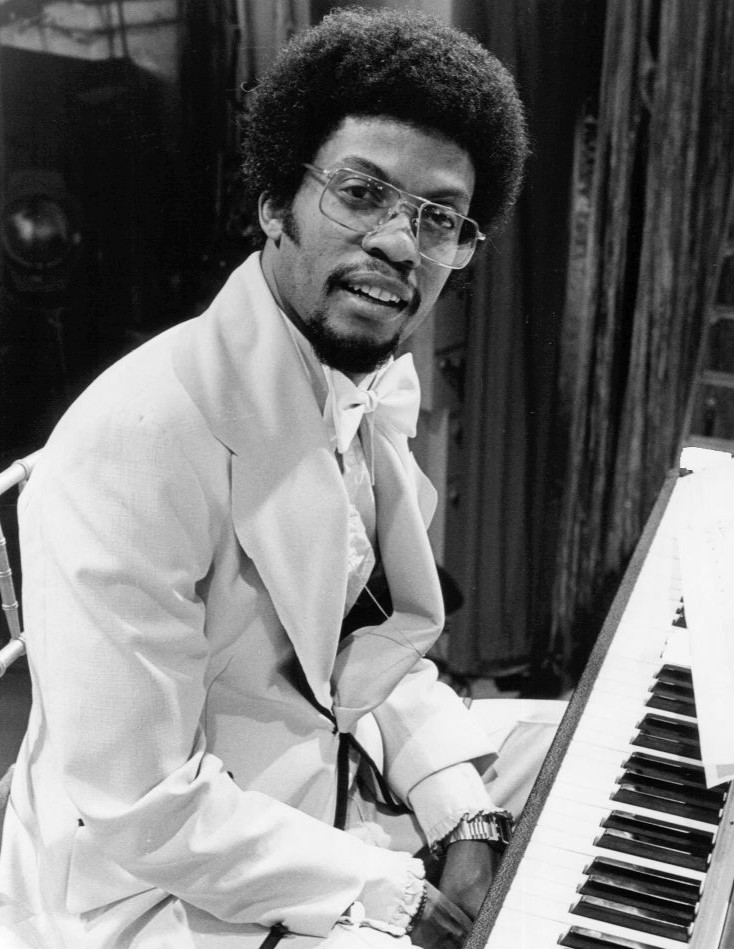
Herbie Hancock nel 1976

Il jazz-funk è uno stile strettamente imparentato con la fusion. Riprende dal jazz la propensione all'improvvisazione e ha un groove che, a differenza di tale genere di riferimento, si avvicina in qualche modo a quello del rock. Gli strumenti comuni nel jazz-funk sono quelli del jazz, benché figurino, oltre ai primi sintetizzatori analogici, il basso e il piano elettrico, che sostituiscono il contrabbasso e il pianoforte acustico del jazz.

## Storia
Il jazz-funk ebbe origine dalla fine degli anni sessanta, periodo in cui si assistette alla nascita del funk vero e proprio per mano di James Brown e Sly & the Family Stone e attecchiva il correlato filone fusion/pop-jazz. Gli artisti che proponevano tale fusione non disdegnavano riferimenti al Southern soul, il gospel il rhythm and blues e il jazz rock. Nonostante alcune critiche da parte dei puristi, l'ondata fusion/jazz-funk raggiunse il suo apice negli anni settanta e ispiratò numerosi artisti. La corrente si perpetuò fino agli anni novanta.

## Artisti
I pionieri dello stile furono Miles Davis, Herbie Hancock i Weather Report, i Jazz Crusaders. Molti fra i primi artisti jazz-funk erano organisti, come Lonnie Smith, Reuben Wilson, Charles Earland e Jack McDuff (alcuni dei quali variavano liberamente tra il jazz-funk ed il soul jazz), fra le altre figure chiavi del genere è presente il sassofonista Eddie Harris ed il vibrafonista Roy Ayers. Artisti come il trombettista Donald Byrd, la flautista Bobbi Humphrey ed il tastierista Ronnie Foster eseguivano delle allegre composizioni dalle influenze R&B, Philadelphia soul e funk. Tastieristi come Herbie Hancock e Lonnie Liston Smith esplorarono un jazz-funk più atmosferico, mentre gli artisti dell'etichetta CTI Records di Creed Taylor (tra i quali il più prominente fu Freddie Hubbard) erano caratterizzati da una produzione più lucida e consapevole. Da non dimenticare anche le produzioni dei Tower of Power, il gruppo di maggior successo dello stile, i Level 42 e gli Shakatak.